# Parco nazionale di Jasmund
Il parco nazionale di Jasmund (in tedesco: Nationalpark Jasmund) è un parco nazionale situato nella penisola di Jasmund, nella parte nord-orientale dell'isola di Rügen, tra le città di Lohme e Sassnitz, nel Meclemburgo-Pomerania Anteriore, in Germania. È famoso per le più ampie falesie di gesso della Germania, tra cui una chiamata Königsstuhl (lett. "trono del Re"). Queste scogliere sono alte fino a 161 metri sopra il livello del mar Baltico. Le foreste di faggio sopra alle scogliere sono anch'esse parte del parco nazionale.
Sviluppato per soli 31 km², è il più piccolo dei parchi nazionali della Germania. Fu istituito nel 1990 dall'ultimo governo della Repubblica Democratica Tedesca, prima della riunificazione tedesca.
Il 25 giugno 2011 l'UNESCO ha inserito la foresta dei faggi del Parco nazionale di Jasmund all'interno del sito patrimonio mondiale dell'umanità delle "Antiche faggete primordiali dei Carpazi e di altre regioni d'Europa".

## Scogliere di gesso

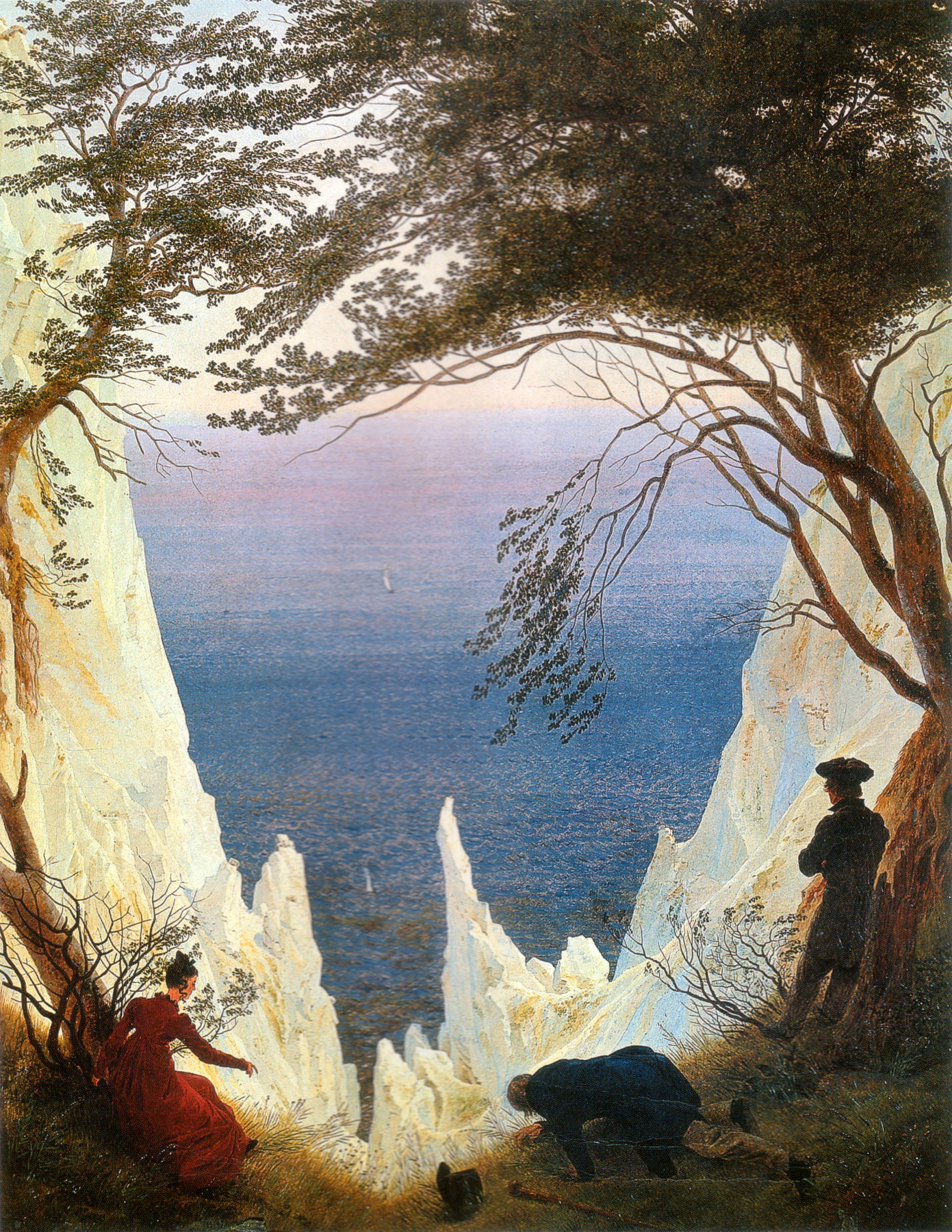
Caspar David Friedrich, Le bianche scogliere di Rügen (olio su tela, 1818)

Le scogliere di gesso subiscono una costante erosione. Ad ogni tempesta, infatti, cadono parti delle scogliera, incluse rocce e fossili di spugne, ostriche e ricci di mare.
La parte più maestosa è la scogliera alta 118 metri chiamata Königsstuhl (trad. "trono del Re"), mentre uno dei più scenici e meglio conosciuti affioramenti rocciosi, il Wissower Klinken, collassò nel mar Baltico il 24 febbraio 2005 in una frana causata dalle condizioni meteorologiche.
Le scogliere di gesso sono state immortalate in molti quadri di famosi artisti, tra cui il celebre "Le bianche scogliere di Rügen" del pittore romantico tedesco Caspar David Friedrich.

## Flora e fauna
A causa delle speciali caratteristiche geologiche, il parco nazionale di Jasmund National Park è rifugio di molte piante ed animali rari.
Ci sono molti stagni paludosi nella foresta dietro le scogliere. Nei boschi dello Stubnitz ci sono numerosi avvallamenti pieni d'acqua e valli non drenate, la maggior parte dei quali è stata formata durante l'era glaciale. In questa area si possono osservare molte piante, quali ontano nero, melo selvatico, sorbo ciavardello, tasso e varietà di orchidee, come ad esempio Cypripedium calceolus.
Gli ornitologi possono osservare una grande varietà di uccelli, tra cui l'aquila di mare, martin pescatore, balestruccio e falco pellegrino.

## Turismo

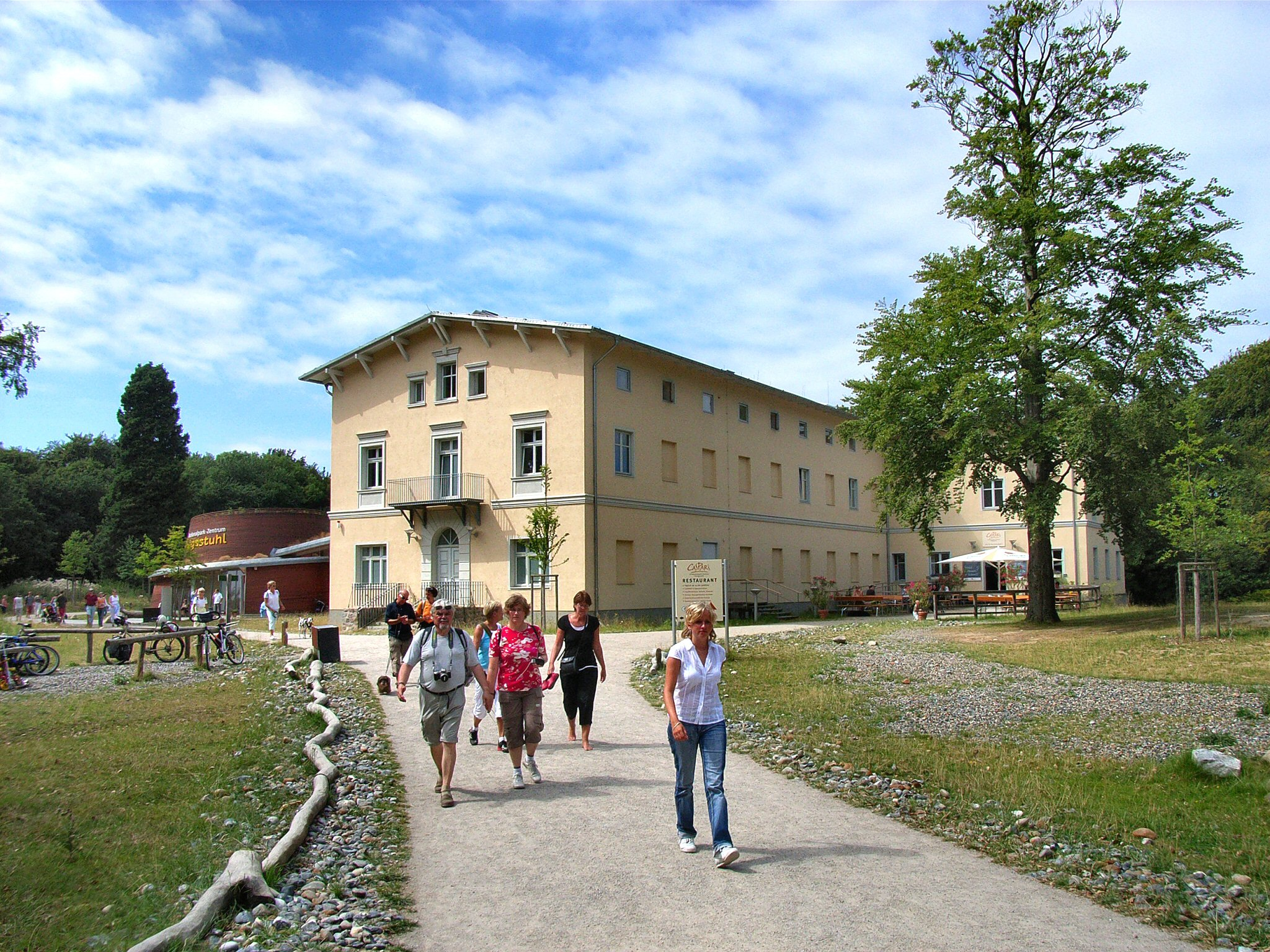
Centro visitatori a Königsstuhl

Dalla sua creazione, il Parco nazionale di Jasmund ha attirato centinaia di migliaia di visitatori ogni anno. Uno dei principali compiti dell'autorità di gestione del Parco Nazionale è, quindi, di gestire questo flusso di visitatori, in modo da garantire che i diversi habitat del parco rimangano in gran parte indisturbati, permettendo la visita dei turisti nella natura della regione . Nel marzo del 2004 è stato aperto il centro visitatori di Königsstuhl.

## Galleria d'immagini

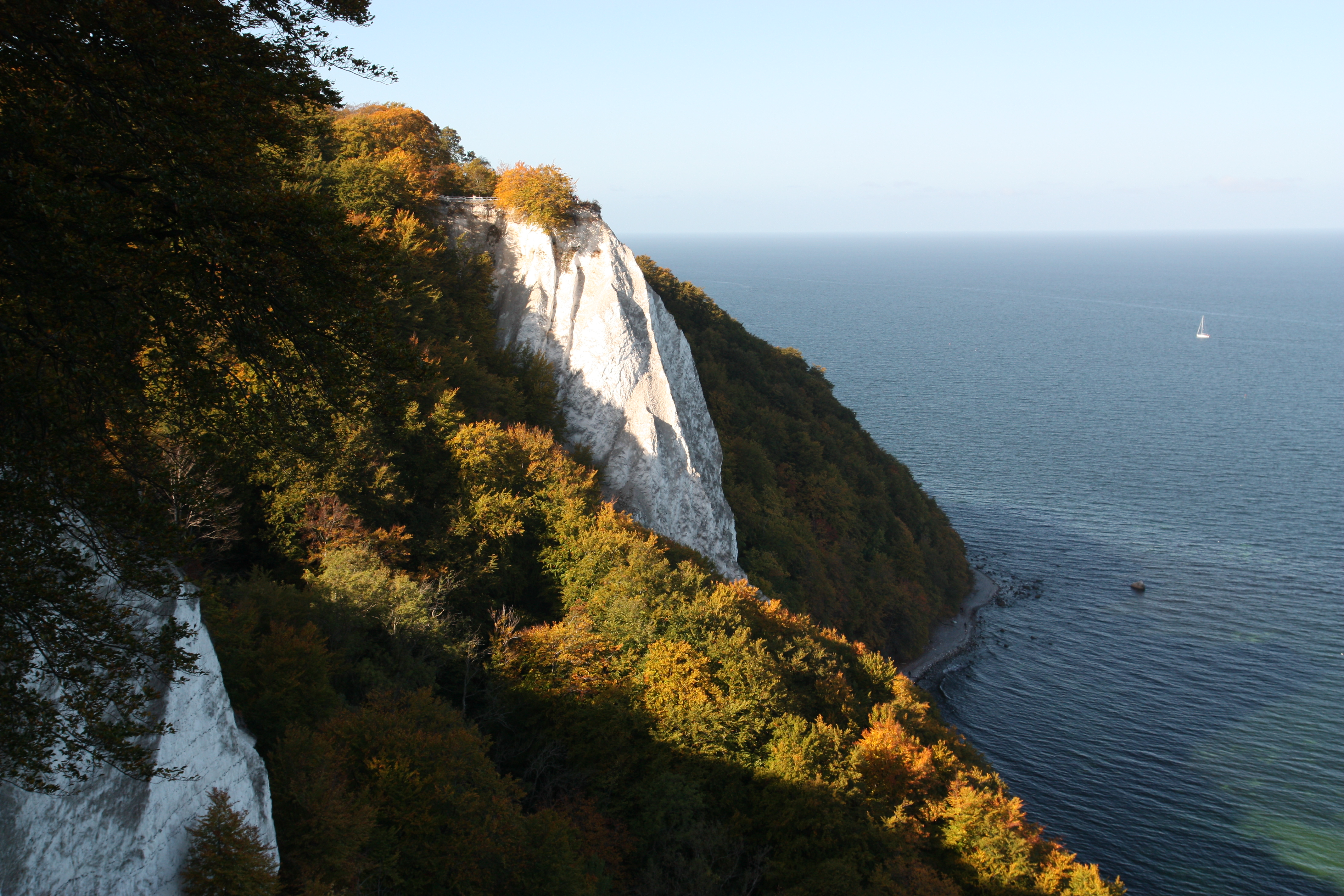
Il Königsstuhl (trono del Re)
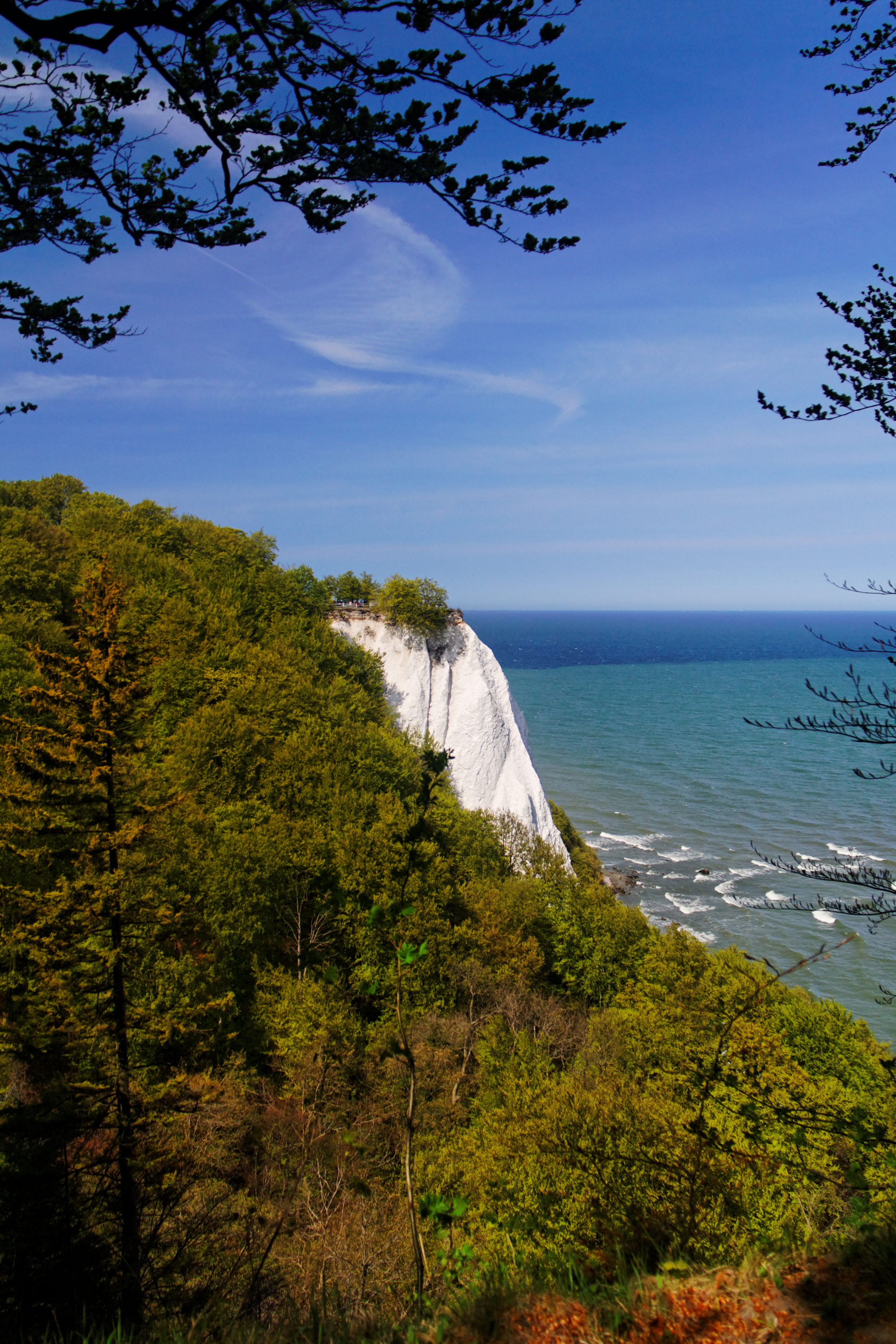
Il Königsstuhl, visto da sud
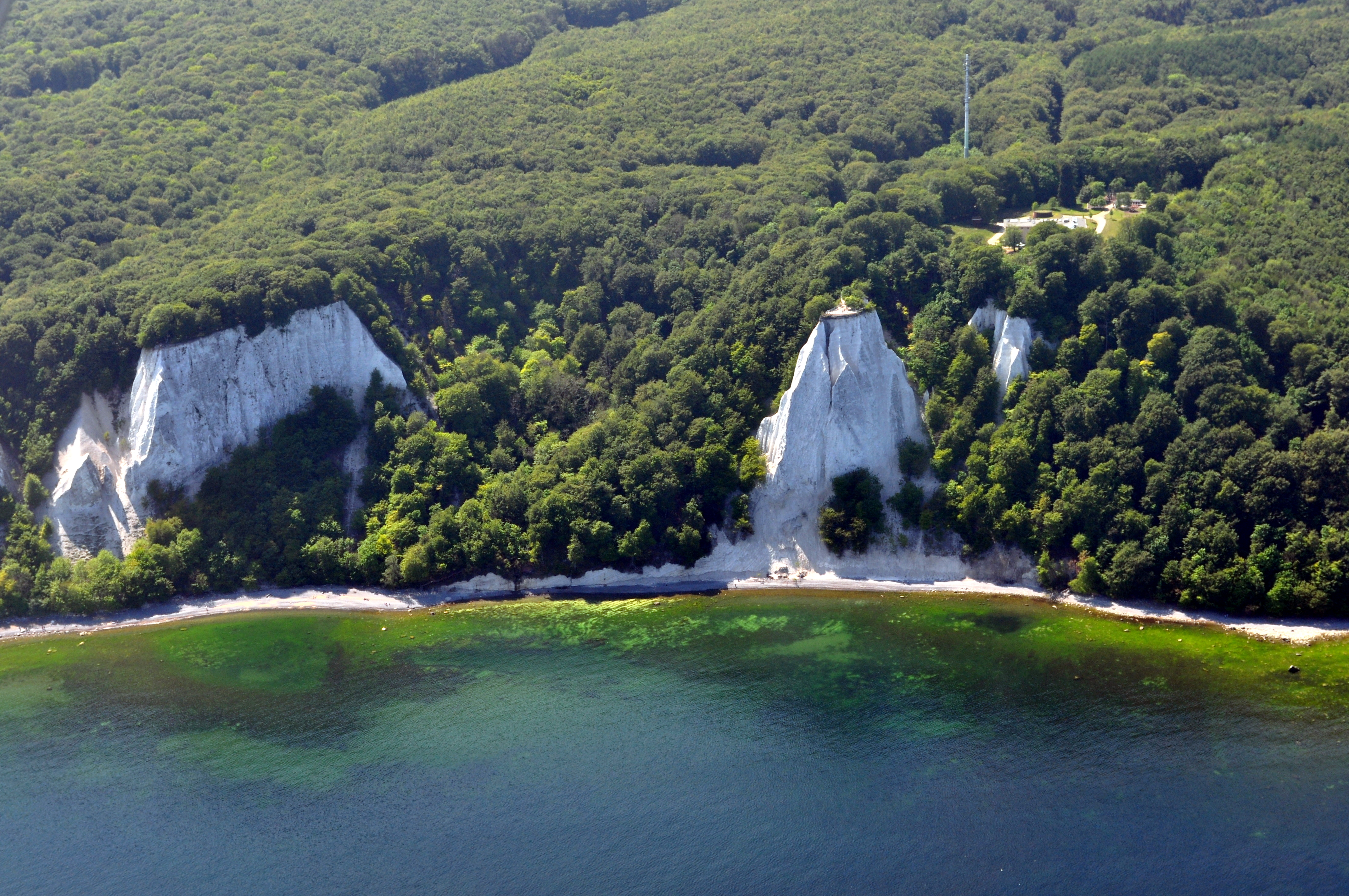
Victoria-Sicht e Königsstuhl
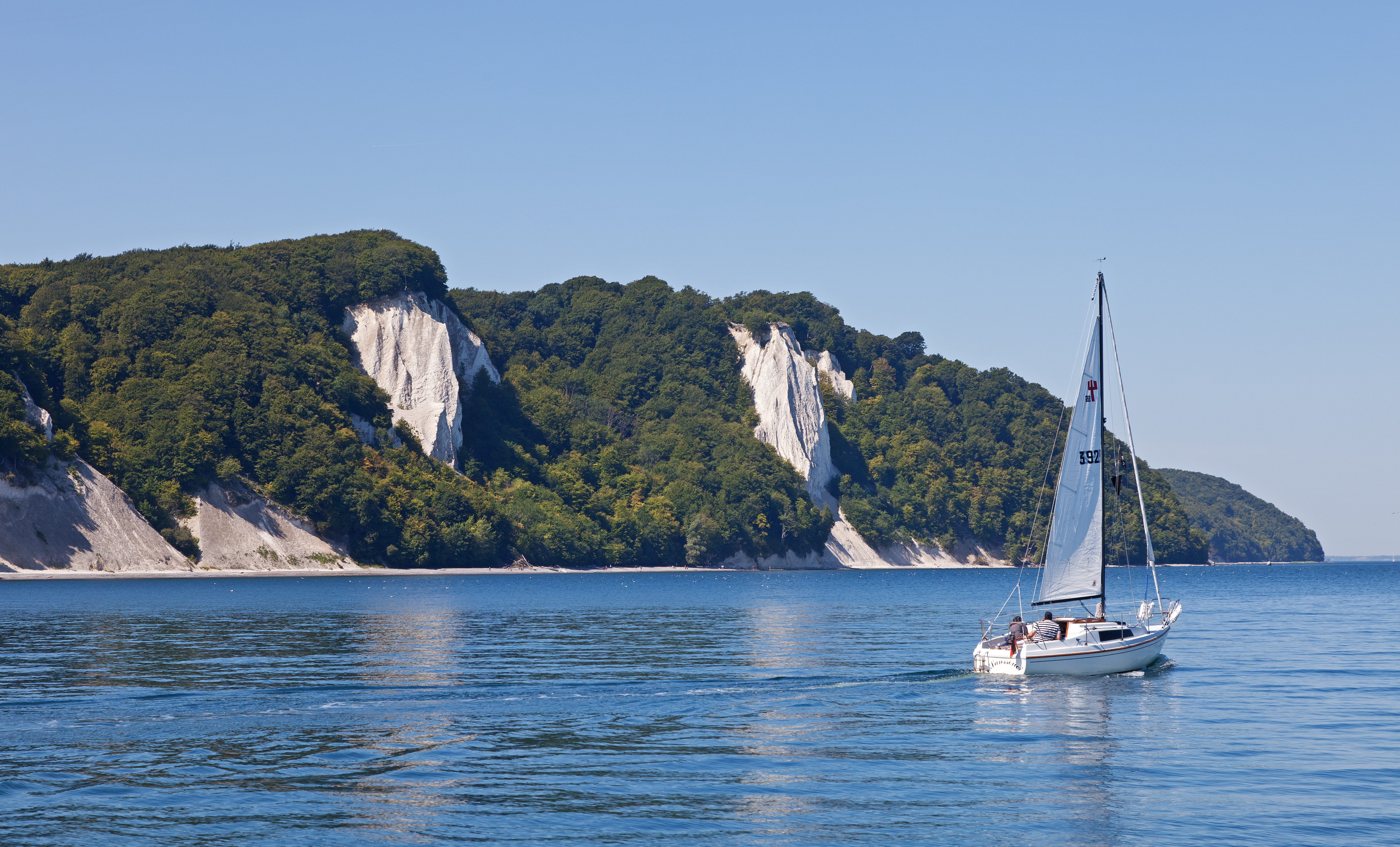
Victoria-Sicht e Königsstuhl dal mar Baltico
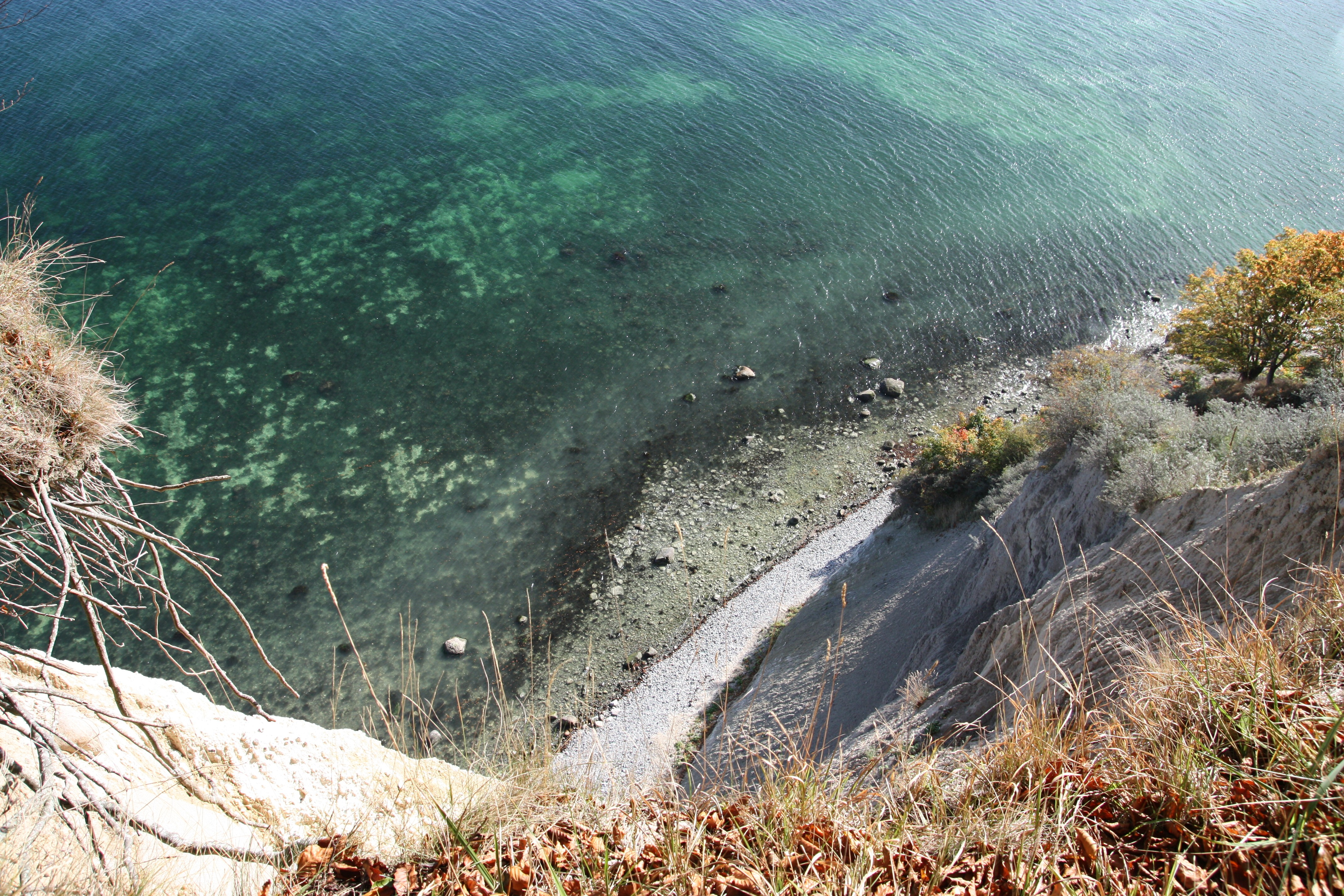
Vista delle scogliere di gesso
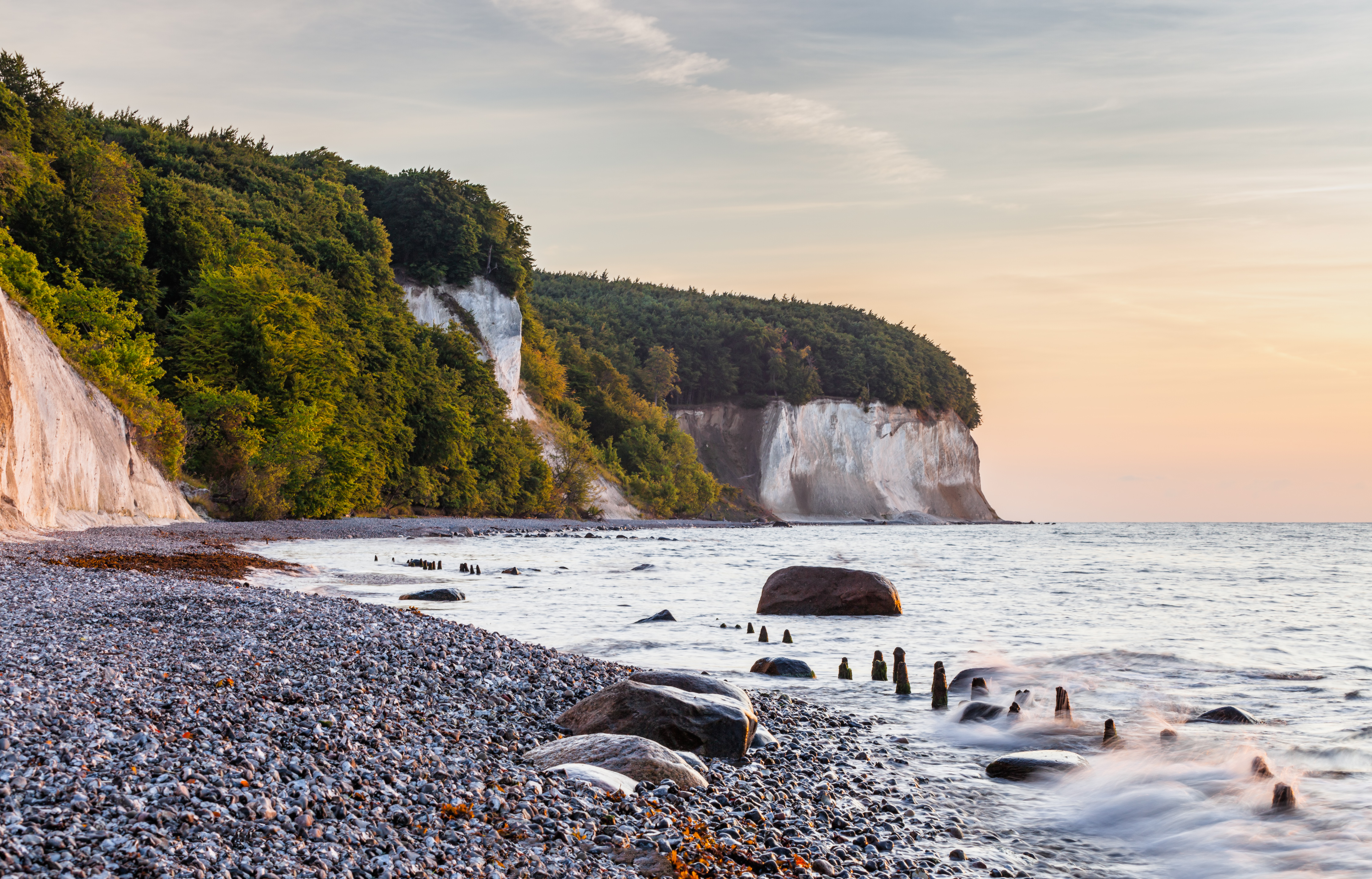
Scogliere di gesso
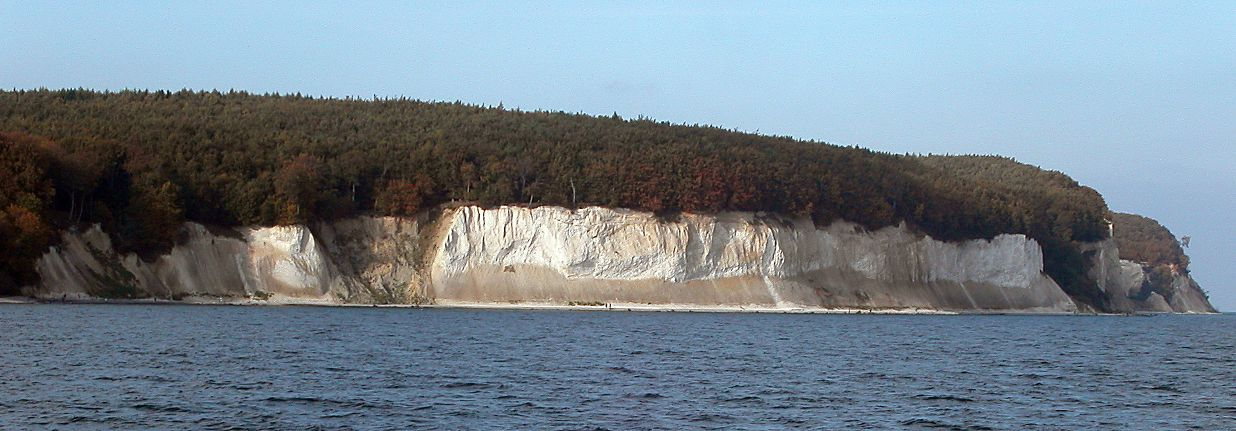
Stubbenkammer
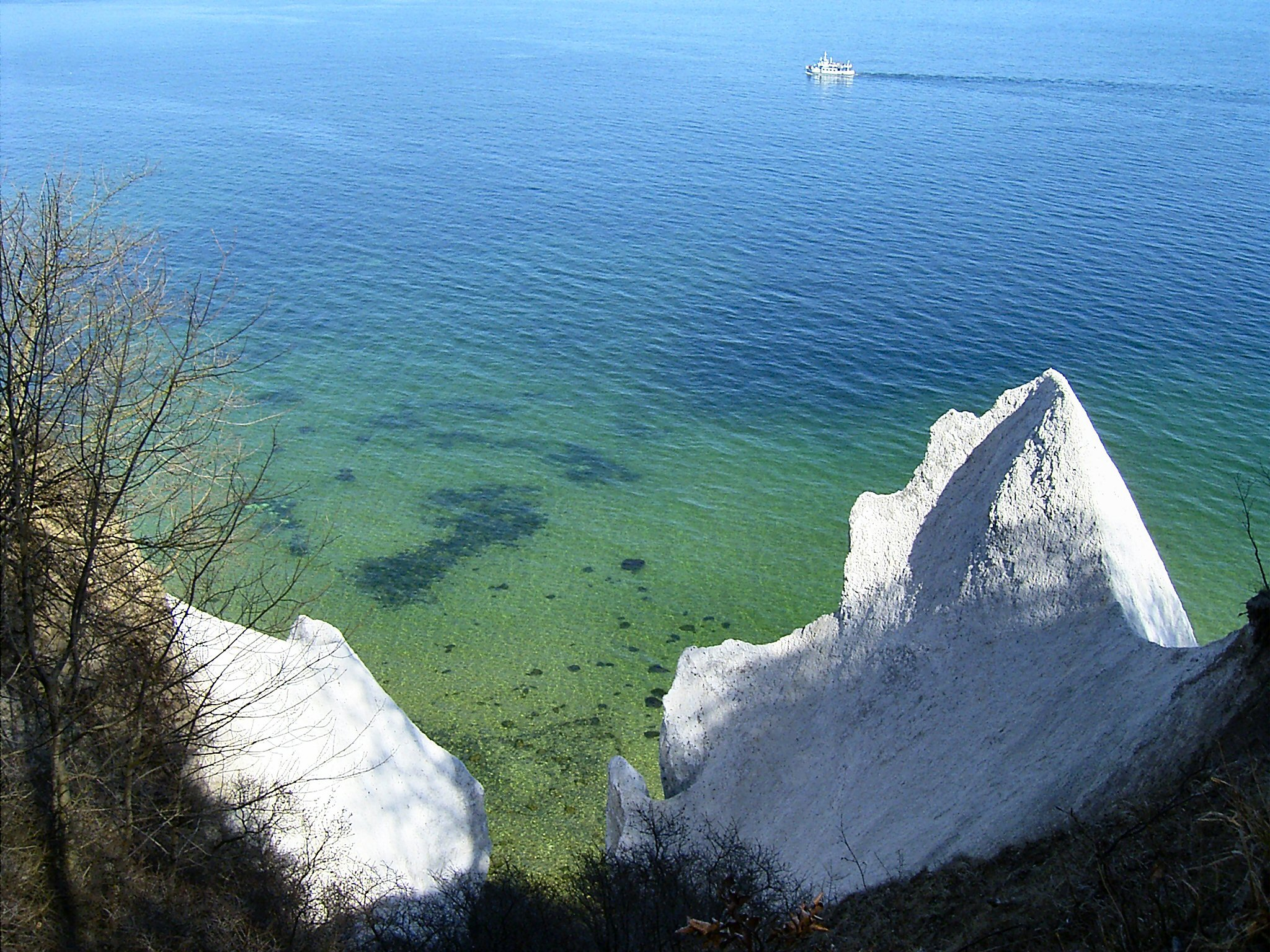
Wissower Klinken (April 2004)
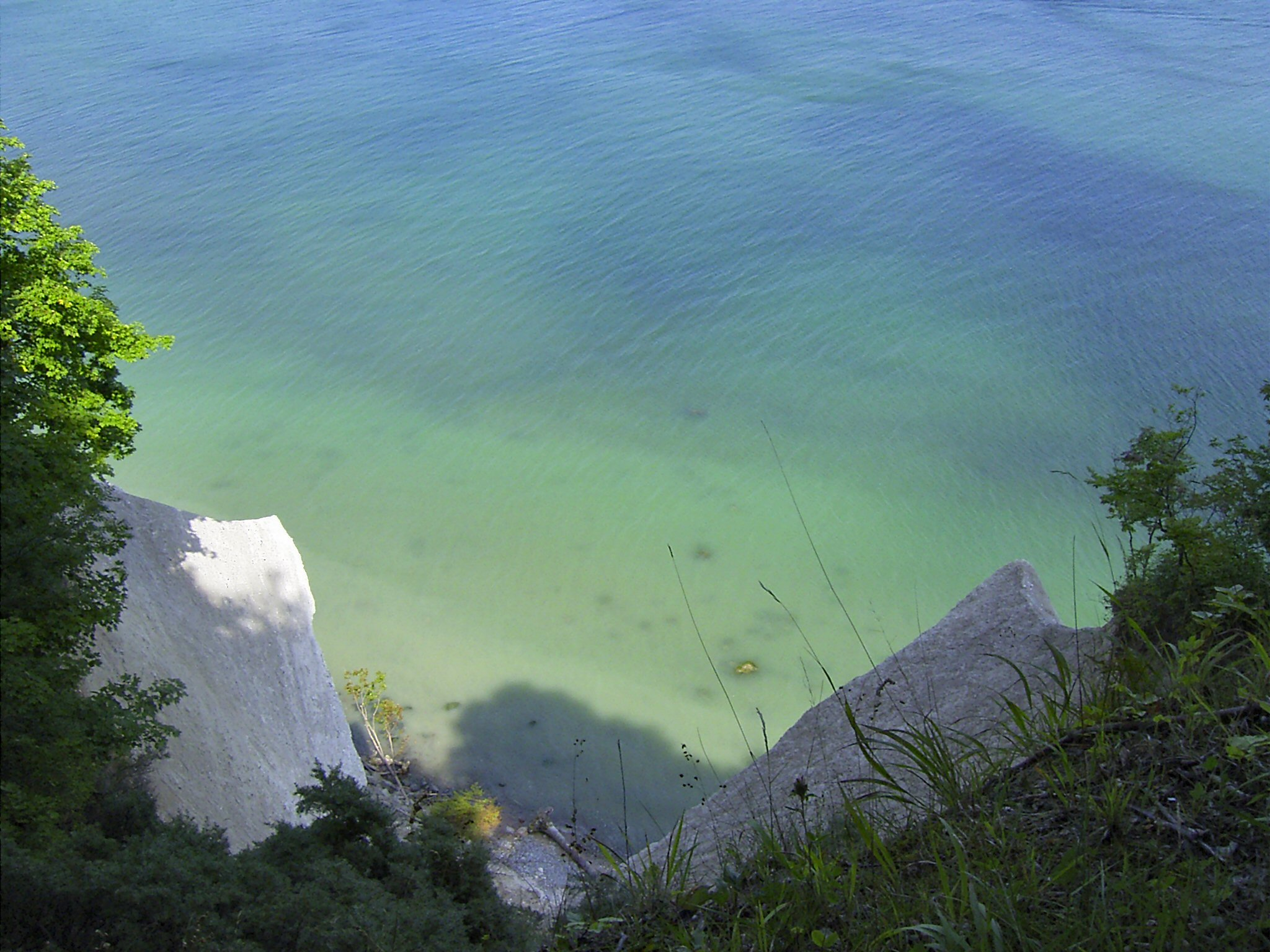
Wissower Klinken (August 2005)
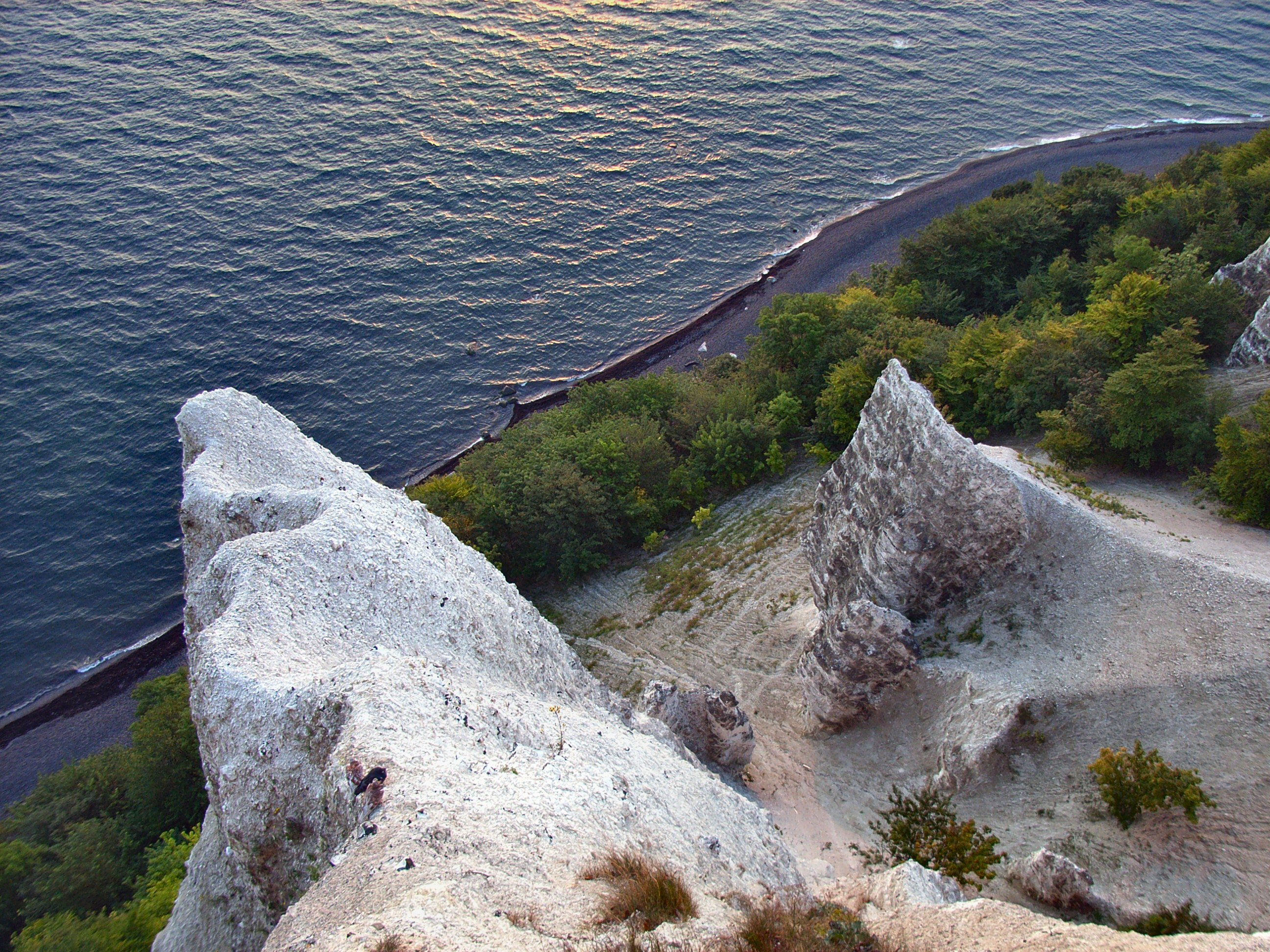
Victoria-Sicht (vista di Vittoria)
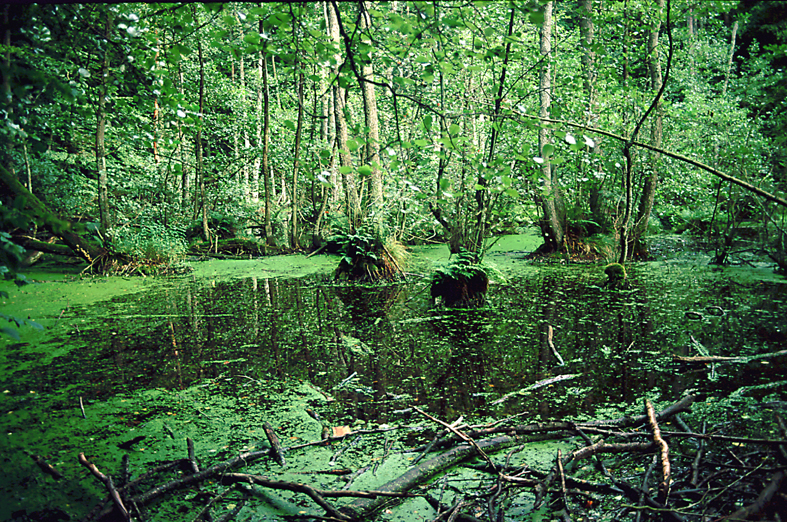
Stagno di ontani neri
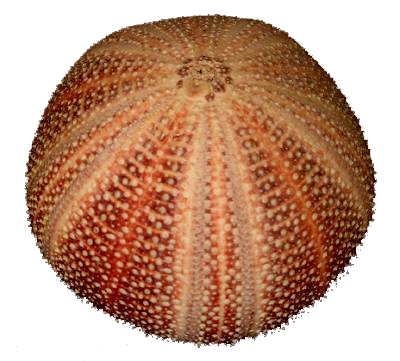
Riccio di mare